# Makedonien i olympiska sommarspelen 1996
Makedonien deltog i de olympiska sommarspelen 1996 med en trupp bestående av 11 deltagare, men ingen av landets deltagare erövrade någon medalj.

## Brottning
Lätt flugvikt, fristil
- Vlado Sokolov
  - Omgång 1
    - Förlorade mot Vitalie Railean (MDA) (0-10)

  - Återkval
    - Omgång 2
      - Vann mot José Restrepo (COL) (15-4)

    - Omgång 3
      - Förlorade mot Gheorghe Corduneanu (ROU) (3-7)

Bantamvikt, fristil
- Šaban Trstena
  - Omgång 1
    - Vann mot Alejandro Puerto (CUB) (4-3)

  - Åttondelsfinal
    - bye

  - Kvartsfinal
    - Vann mot Aleksandr Guzov (BLR) (7-3)

  - Semifinal
    - Förlorade mot Guivi Sissaouri (CAN) (1-4)

  - Återkval
    - Omgång 6
      - Förlorade mot Harun Doğan (TUR) (2-3)

    - 5th-6th places
      - Vann mot Mohammad Talaei (IRN) (4-3)

Weltervikt, fristil
- Valeri Verhušin
  - Omgång 1
    - Vann mot Reinold Ozoline (AUS) (15-7)

  - 1/8 final
    - Vann mot Boris Budayev (UZB) på fall

  - 1/4 final
    - Förlorade mot Plamen Paskalev (BUL) (0-12)

  - Återkval
    - Omgång 4
      - Förlorade mot Takuya Ota (JPN) (0-7)

## Kanotsport
Slalom
Herrarnas K-1 slalom
- Lazar Popovski
  - 158,30 (Åk 1: 159,53, 0 poäng, Åk 2: 158,30, 0 poäng, 29:e plats)

Herrarnas C-1 slalom
- Nenad Trpovski
  - 316,19 (Åk 1: 191,19, 125 poäng, Åk 2: Fullföljde inte, 30:e plats)

Damernas K-1 slalom
- Ana Ugrinovska
  - 346,93 (Åk 1: 261,93, 85 poäng, Åk 2: 218,17, 265 poäng, 29:e plats)